# پایین محله پاشاکی
پایین محله پاشاکی، روستایی از توابع بخش مرکزی شهرستان لاهیجان در استان گیلان ایران است.

## جمعیت
این روستا در دهستان لفمجان قرار دارد و براساس سرشماری مرکز آمار ایران در سال ۱۳۸۵، جمعیت آن ۱٬۰۹۰ نفر (۳۳۳خانوار) بوده‌است.